# Torpedmotmedel
Torpedmotmedel kallas teknisk utrustning som används ombord på örlogsfartyg för att försöka förmå anfallande torpeder att missa det.
De första torpedmotmedeln utvecklades i samband med att de första målsökande torpederna började användas under andra världskriget. Dessa bestod av kraftigt bullrande bojar som släpades efter det beskjutna fartyget. Genom att de bullrade starkare än fartyget så styrde torpederna mot dessa istället för fartyget. Detta eftersom torpederna var konstruerade för att styra mot den starkaste ljudkällan. Bojarnas kraftiga buller blev också en av deras nackdelar genom att de drog till sig torpeder som annars inte skulle ha styrt åt det hållet.
Släpade torpedmotmedel finns fortfarande ombord på vissa moderna örlogsfartyg. Dessa har dock utvecklats med tiden och kan numera spela upp ljud mycket lika moderfartygets riktiga ljud.
För ubåtar finns också torpedmotmedel som skjuts ut ur speciella tuber. För att dra anfallande torpeder från ubåten så kan de till exempel spela upp ljud eller skapa bubblor för att förvilla aktiva målsökare.
Ett fartyg kan också använda sig av en pulsrepeter som då den träffas av en aktiv puls från en målsökare skickar tillbaka ett falskt eko. Förhoppningen är att detta eko ska tolkas som ett sant eko av torpeden. Genom att repetern skapar en fördröjning mellan det att pulsen träffar ubåten och utsändandet av det falska ekot fås torpeden att tro att målfartyget befinner sig någon annanstans än var det faktiskt är. Repetern kan också skapa en falsk dopplerförskjutning för att på så sätt förse torpeden med falsk information om målfartygets hastighet.
Moderna torpeder är programmerade för att, till viss del oberoende av en operatör som styr torpeden via en styrtråd, kunna skilja mellan skenmål och riktiga mål. Har torpeden till exempel passerat den position där det troliga målet befinner sig ett antal gånger utan att detonera kan det ligga nära till hands att anta att det rör sig om ett skenmål. Då ett släpat skenmål kan antas ha samma kurs och fart som det släpande fartyget så borde detta ligga framför skenmålet på samma kurs. Med den informationen kan torpeden påbörja ett anfall utefter kursen.